# 曹小红
曹小红（1961年5月—），回族，吉林乾安人；原天津轻工业学院食品工程系毕业，日本千叶大学农学博士，教授。中国致公党党员，曾任致公党天津市委员会主任委员；天津科技大学副校长、校长，天津市副市长等职。现任第十三届全国政协常务委员会委员，致公党中央副主席，天津市政协副主席、市红十字会会长。

## 早年经历
1979年，考入原天津轻工业学院食品工程系工业发酵专业学习；毕业后，被分配到天津市调味品研究所工作，任助理工程师。1989年11月，赴日本进修，先后在东京农业大学、日本中央味噌研究所、千叶大学自然科学研究生院学习；1995年，获千叶大学微生物管理专业博士学位；曾在日本理研维他命株式会社千叶工厂技术部任职。1998年，回国，在天津理研维他食品有限公司生产管理部任职。
1999年，曹小红回到天津科技大学任教，历任食品工程系教师、食品科学与生物工程学院院长；2003年8月，升任副校长；2006年4月，出任天津科技大学校长（至2013年卸任），时年45岁。

## 仕途
加入致公党后，曹小红在2006年被增选为致公党天津市委员会副主任委员；2007年7月，当选致公党天津市委员会主任委员；同年12月，当选致公党中央副主席；2008年1月，当选天津市第十二届政协副主席，并在3月召开的第十一届全国政协会议上，当选全国政协常务委员。
2013年1月，出任天津市人民政府副市长，并兼任市红十字会会长。随后，分别在2013年和2018年，连任第十二届、第十三届全国政协常务委员。2021年1月，被增补为第十四届天津市政协副主席；同年7月，卸任副市长职务。2023年1月14日，卸任天津市政协副主席职务。